# Corb Denneny
Corbett Charles „Corb“ Denneny (* 25. Januar 1896 in Cornwall, Ontario; † 16. Januar 1963 in Toronto, Ontario) war ein kanadischer Eishockeyspieler (Center), der von 1917 bis 1928 für die Ottawa Senators, Toronto Maple Leafs und Chicago Black Hawks in der National Hockey League (NHL) spielte.

## Karriere
Denneny stand immer im Schatten seines älteren Bruders Cy Denneny. Doch kein anderer Spieler stand im Kader von so vielen höchstklassigen Teams in Toronto.
Nach zwei Jahren bei den Cobalt McKinley Mines in der CoMHL kam er zu den Toronto Shamrocks in die National Hockey Association. Ein Jahr später wechselte er 1915 zu den Toronto Blueshirts, dem damaligen Top-Team in Toronto. Nachdem es immer wieder zu Streitigkeiten zwischen Blueshirts-Besitzer Edward J. Livingstone und der NHA gekommen war, wurde das Team aus Toronto ausgeschlossen und Corb Denneny wechselte in seine Geburtsstadt zu den Ottawa Senators. Um die Streitigkeiten in der NHA beizulegen, gründeten die Besitzer von vier Teams die National Hockey League und schlossen Livingston aus. Trotzdem wollte man in Toronto ein Team haben und so wurden die Toronto Arenas gegründet. Denneny spielte für das Team und erzielte in der ersten NHL-Saison 1917/18 in 22 Spielen 20 Tore. Er erreichte mit dem Team die Finalserie um den Stanley Cup und erzielte im Finalturnier drei Treffer. Damit half er seinem Team erster Stanley-Cup-Sieger in der Geschichte der NHL zu werden.
Das Team wurde nach zwei Spielzeiten in Toronto St. Patricks umbenannt. Mit 24 Toren war er in der ersten Spielzeit der erfolgreichste Spieler seiner Mannschaft. Auch mit den St. Patricks konnte er in der Saison 1921/22 den Stanley Cup gewinnen.
Danach zog es ihn an die kanadische Westküste, wo er für die Vancouver Maroons in der Pacific Coast Hockey Association spielte. Toronto erhielt im Gegenzug Jack Adams. Auch mit diesem Team erreichte er da Finalturnier um den Stanley Cup, doch schon zur Saison 1923/24 kehrte er in die NHL zurück. Nun spielte er für die Hamilton Tigers. Es folgten zwei Spielzeiten bei den Saskatoon Crescents in der Western Canada Hockey League bzw. WHL, bevor er erneut nach Toronto zurückkehrte. Das Team hieß inzwischen Maple Leafs und er spielte in einer Reihe mit Hap Day und George Patterson.
In den folgenden Jahren kam er noch zu 18 Einsätzen bei den Chicago Black Hawks, spielte aber auch für die Saskatoon Sheiks in der Prairie Hockey League, in der er 1927/28 bester Torschütze war. Bis 1931 war er noch aktiv und spielte in der AHA für die Minneapolis Millers und die Chicago Shamrocks, aber auch ein Jahr bei den Newark Bulldogs in der Canadian-American Hockey League.

## Sportliche Erfolge
- Stanley Cup: 1918 und 1922

### Persönliche Auszeichnungen
- PCHA Second All-Star Team: 1923
- WHL All-Star Team: 1926